# Język usku
Język usku, także: afra, aframa – język papuaski używany w prowincji Papua w Indonezji. Według danych z 2004 roku posługuje się nim 110 osób. Obszar języka usku obejmuje tereny na wschodnim skraju indonezyjskiej Nowej Gwinei, pomiędzy terytoriami języka kaure i języków tofanma-namla, na południe od molof.
Jego użytkownicy zamieszkują wieś Usku w dystrykcie Senggi (kabupaten Keerom). Z danych Ethnologue wynika, że znajduje się na skraju wymarcia; jest używany w środowisku domowym i wśród znajomych, ale tylko przez osoby w podeszłym wieku. Jednocześnie inne doniesienia z 2006 r. sugerują, że pozostaje w szerokim użyciu. Powszechna jest wielojęzyczność. Społeczność posługuje się także indonezyjskim i malajskim papuaskim.
Bardzo słabo opisany, dostępne dane ograniczają się do list słownictwa. Istnienie tego języka odnotowano w 1956 r. Jego przynależność lingwistyczna jest bliżej nieustalona. W.A. Foley (2018) i H. Hammarström (2018) opisują usku jako język izolowany, nie stwierdzając wyraźnych związków z żadną rodziną językową, co odzwierciedla publikacja Glottolog (4.6). Z kolei Timothy Usher umieszcza go w ramach grupy zachodniej rodziny języków pauwasi, wraz z namla-tofanma i tebi-towe. Wcześniej C.L. Voorhoeve (1975) sklasyfikował usku jako izolat w ramach języków transnowogwinejskich. Autorzy katalogu Ethnologue (wyd. 22) powstrzymują się od prób klasyfikacji, stwierdzając jednak, że usku nie jest blisko spokrewniony z innymi językami. 